# الأبجدية الكنعانية الأولية
الأبجدية الكنعانية الأولية هو في الواقع اسم مُعطى لنسخة من الأبجدية السينائية الأولية المستخدمة في كنعان، وهي منطقة تغطي الآن لبنان وإسرائيل (إسرائيل وقطاع غزة والضفة الغربية) والمناطق غرب سوريا.
تعتبر الأبجدية الأبجدية الكنعانية الأولية بشكل عام هي سلف أغلب الأبجديات المستخدمة اليوم: فهي أيضًا سلف الأبجدية اليونانية، والأبجدية الرونية، والأبجدية اللاتينية. الأبجدية العبرية هي الأقرب إليها، حيث تغيرت الخطوط فقط في هذا. اللغة العبرية هي إحدى اللغات الكنعانية، وبالتالي لها مجموعة من الأصوات مشابهة للغة المشار إليها في الأصل بالحروف الأبجدية.
تم العثور على عدد صغير من النقوش الكنعانية الأولية التي يعود تاريخها إلى القرن السابع عشر قبل الميلاد في كنعان، ومعظمها عبارة عن نصوص قصيرة ومن المحتمل أن تكون من رحلات سامية أو جنود مصريين.
هناك نظرية مفادها أن الأبجدية الكنعانية الأولية هي «رابط وسيط» بين الكتابة السينائية والأبجدية الفينيقية، وهذه النظرية هي نوع من الإضافة إلى نظرية ألان جاردنر حول أصل الأبجدية من سيناء. تلقت نظرية الحلقة المفقودة دعمًا من عدد من العلماء، بما في ذلك وليام فوكسويل أولبرايت وموسيس جاستر. وفقًا لهذه النظرية، يتم تحديد علامات الكتابة الكنعانية القديمة إما بعلامات سيناء أو علامات سامية شمالية. لاحظ أفراام غريغوريفيتش لوندين، الذي كان مؤيدًا لهذه الفرضية، أيضًا تشابه علامات هذه النصوص مع النماذج الأولية التي أعيد بناؤها للنصوص العربية الجنوبية.

## صور

### معروف في أوائل الخمسينيات من القرن الماضي
1. تم العثور على شظية من تل الجزر عام 1929، ولوحة حجرية من شكيم عام 1937 وعُثر على نقش على خنجر من لخيش عام 1934، ومع ذلك، لم يتم اكتشاف النقش ونشره حتى عام 1937. تعود النقوش في هذه المجموعة إلى القرن السادس عشر قبل الميلاد.
2. شظية من تل الخيسي اكتشفت عام 1891 وإناء من تل العجول عثر عليها عام 1932. أيضا، هذه المجموعة أو الثالثة تشمل شقفة من بيت شيمش، التي تم العثور عليها في عام 1930. النقوش من هذه المجموعة تعود إلى القرن الرابع عشر قبل الميلاد.
3. عدة نقوش من لخيش: نقش على إبريق تم العثور عليه في عام 1934، ونقش على وعاء تم اكتشافه بعد عام، ونقش على غطاء مبخرة تم العثور عليه في عام 1936، و «وعاء من لخيش رقم 2» تم العثور عليه في عام 1934. تعود هذه النقوش إلى النصف الثاني من القرن الثالث عشر قبل الميلاد. تضم هذه المجموعة أيضًا الخاتم الذهبي من مجيدو، والذي عثر عليه عالم الآثار PLO Gai، ويرجع تاريخه إلى 1300-1200. قبل الميلاد. قد تتضمن المجموعة الثالثة أيضًا علامات على حجارة الأساس لمعبد القدس.

### الاكتشافات اللاحقة
في عام 1964 ، اكتشف عالم آثار هولندي عدة لوحات. نظرًا لأن العلامات تختلف ظاهريًا عن العلامات الفينيقية وتنتمي إلى فترة سابقة، وتم اكتشاف الفخار الفلسطيني معها، فقد حدد بالخطأ الكتابة على أنها نوع من أنواع مينوان. في وقت لاحق، تم إجراء عدة محاولات متبادلة لتفسير النقوش باللغات السامية.
في عام 1977 في عزبة سرطة. تم اكتشاف جزء لا يحتوي فقط على بضعة أسطر من النص في الكتابة الكنعانية الأولية، ولكن أيضًا يحتوي على ذخيرة أبجدية كاملة من الأحرف بنفس ترتيب الأبجدية الفينيقية.

آثار الكتابة الكنعانية القديمة
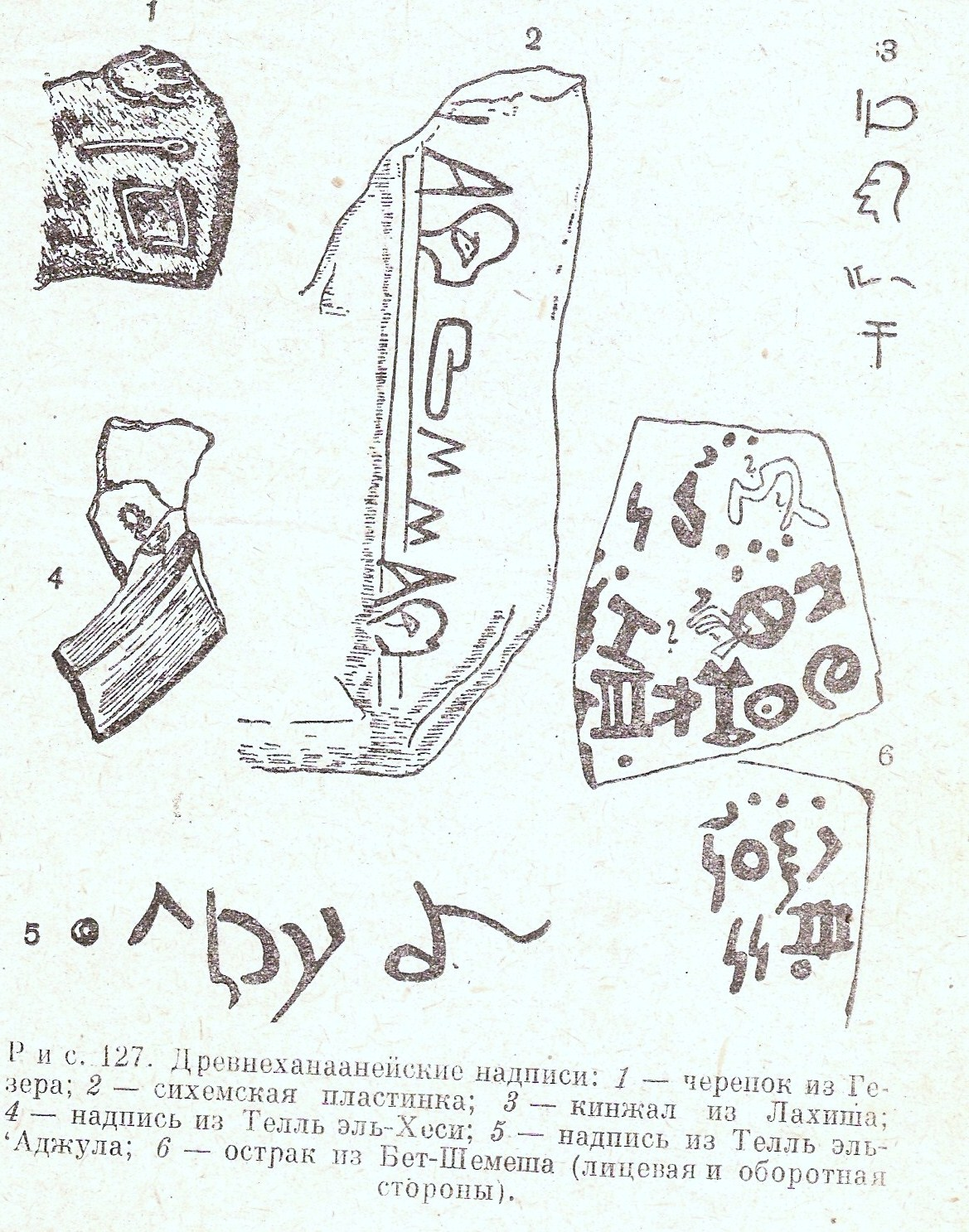
أول مجموعتين من الآثار
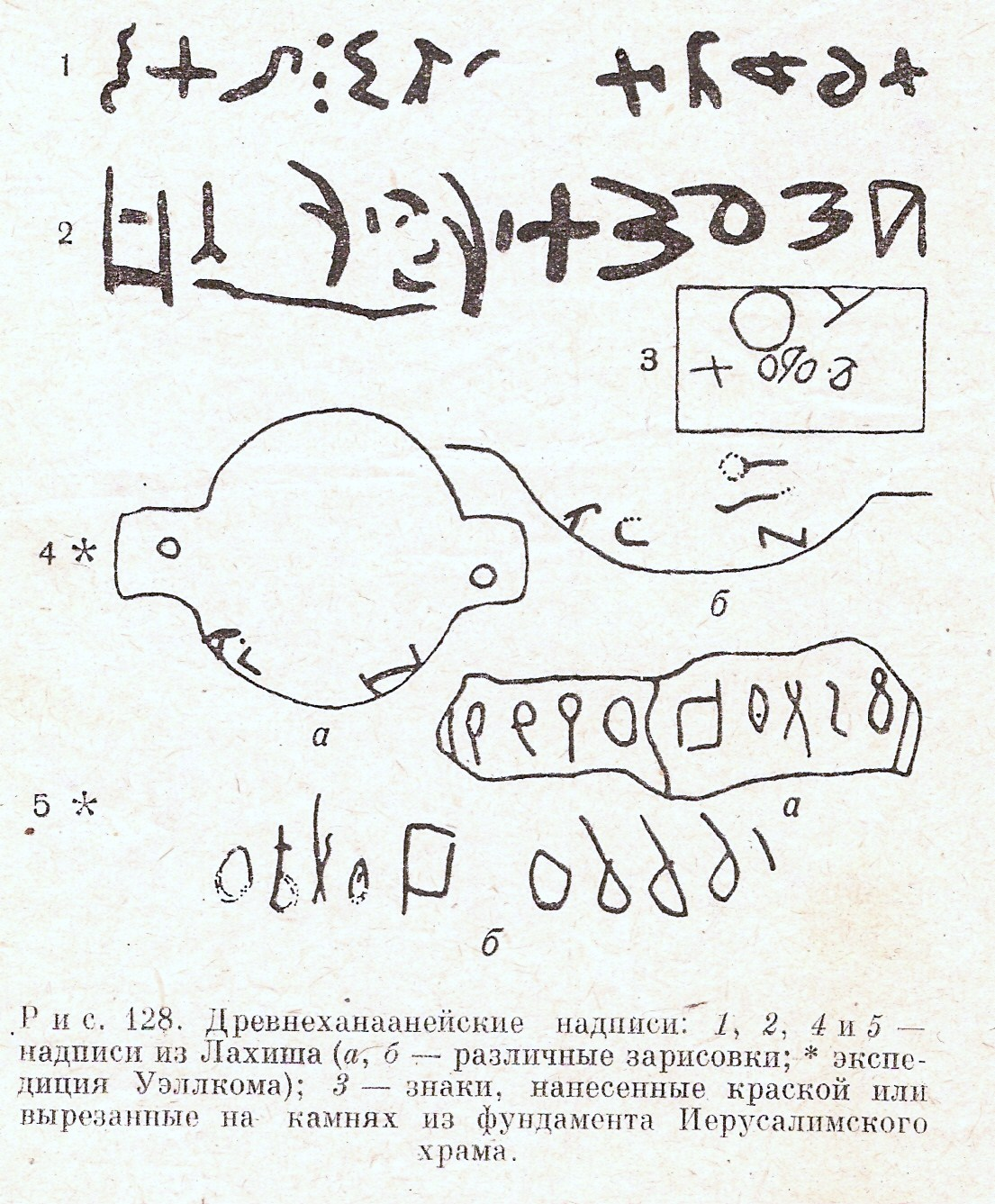
المجموعة الثالثة من الآثار

## شكل الحرف
جدول يبين شكل الحرف الكنعاني الأولي مقارنة مع تطوره بالصيغة الفينيقية واسم الحرف بالكنعاني والمقابل العربي الحديث
| F1 |

| F1 |

| O1 |

| O1 |

| T14 |

| T14 |

| K1 |

| K1 |

| K2 |

| K2 |

| A28 |

| A28 |

| G43 |

| G43 |

| N34 |

| N34 |

| Z4 |

| Z4 |

| O6 |

| O6 |

| N24 |

| N24 |

| V28 |

| V28 |

| V28 |

| V28 |

| F35 |

| F35 |

| D36 |

| D36 |

| D46 |

| D46 |

| U20 |

| U20 |